# 因彭德爾
因彭德爾是南非的城鎮，位於該國東北部，由夸祖魯-納塔爾省負責管轄，距離彼得馬里茨堡48公里，面積20.39平方公里，2001年人口1,562，人口密度每平方公里77人。